# Szczelina w Kobylańskiej Pierwsza
Szczelina w Kobylańskiej Pierwsza – jaskinia w orograficznie lewych zboczach Doliny Kobylańskiej. Administracyjnie znajduje się w obrębie wsi Karniowice, w gminie Zabierzów w powiecie krakowskim, w województwie małopolskim. Pod względem geograficznym jest to obszar Wyżyny Olkuskiej wchodzący w skład Wyżyny Krakowsko-Częstochowskiej.

## Opis obiektu
Jest to szczelina znajdująca się na południowo-zachodniej ścianie niewielkiej i bezimiennej skały w okolicach Szerokiego Muru. Ma dość wysoki otwór, za którym jest dostępna na długości niecałych 3 m. Powstała na krasowo rozmytym peknięciu skały.
Szczelina powstała w wapieniach górnej jury. Nie ma w niej nacieków, a na dnie znajduje się wapienny rumosz, gleba i liście. Jest widna, sucha i w całości poddana oddziaływaniom atmosferycznym. Na ścianach rozwijają się glony.

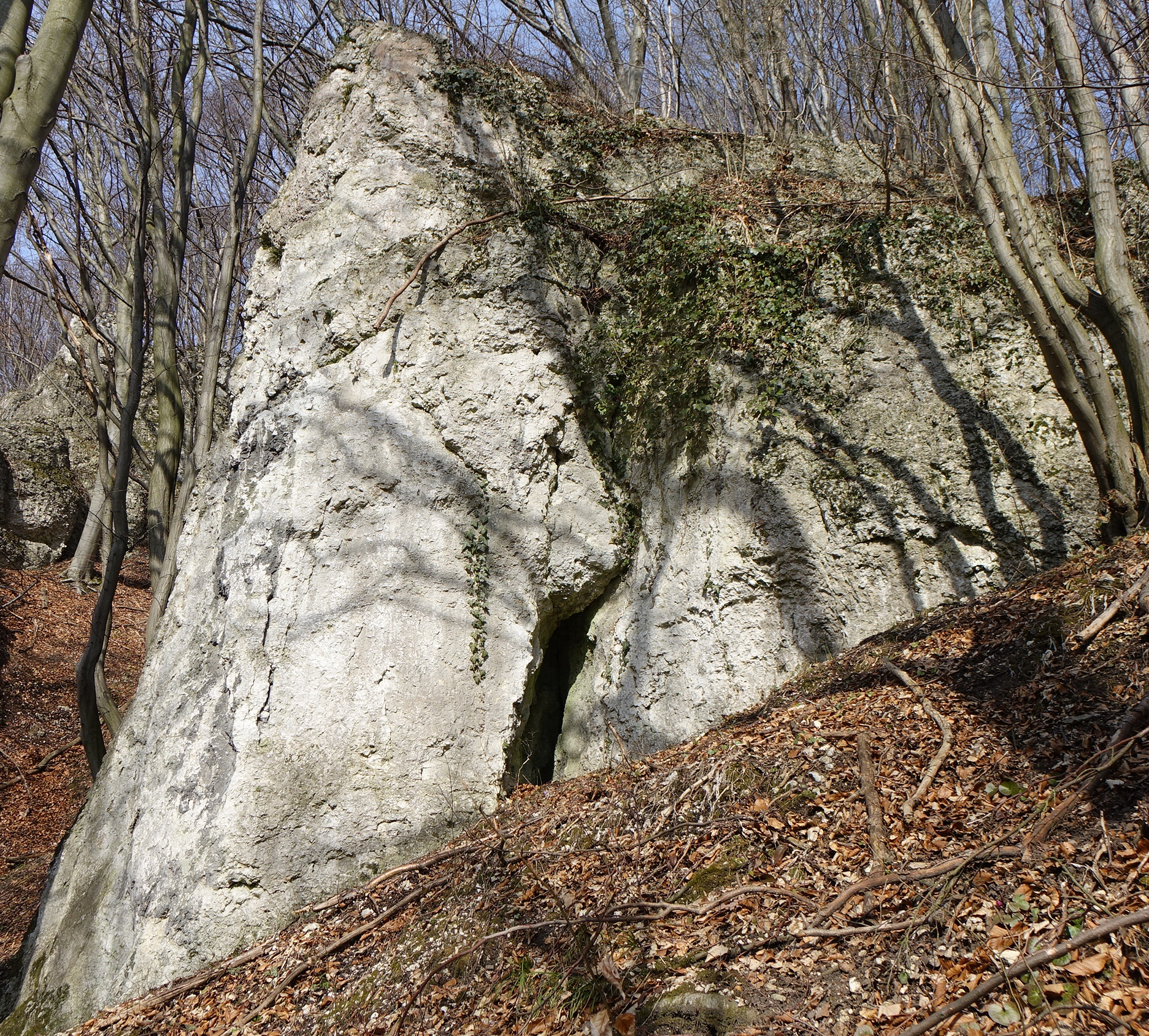
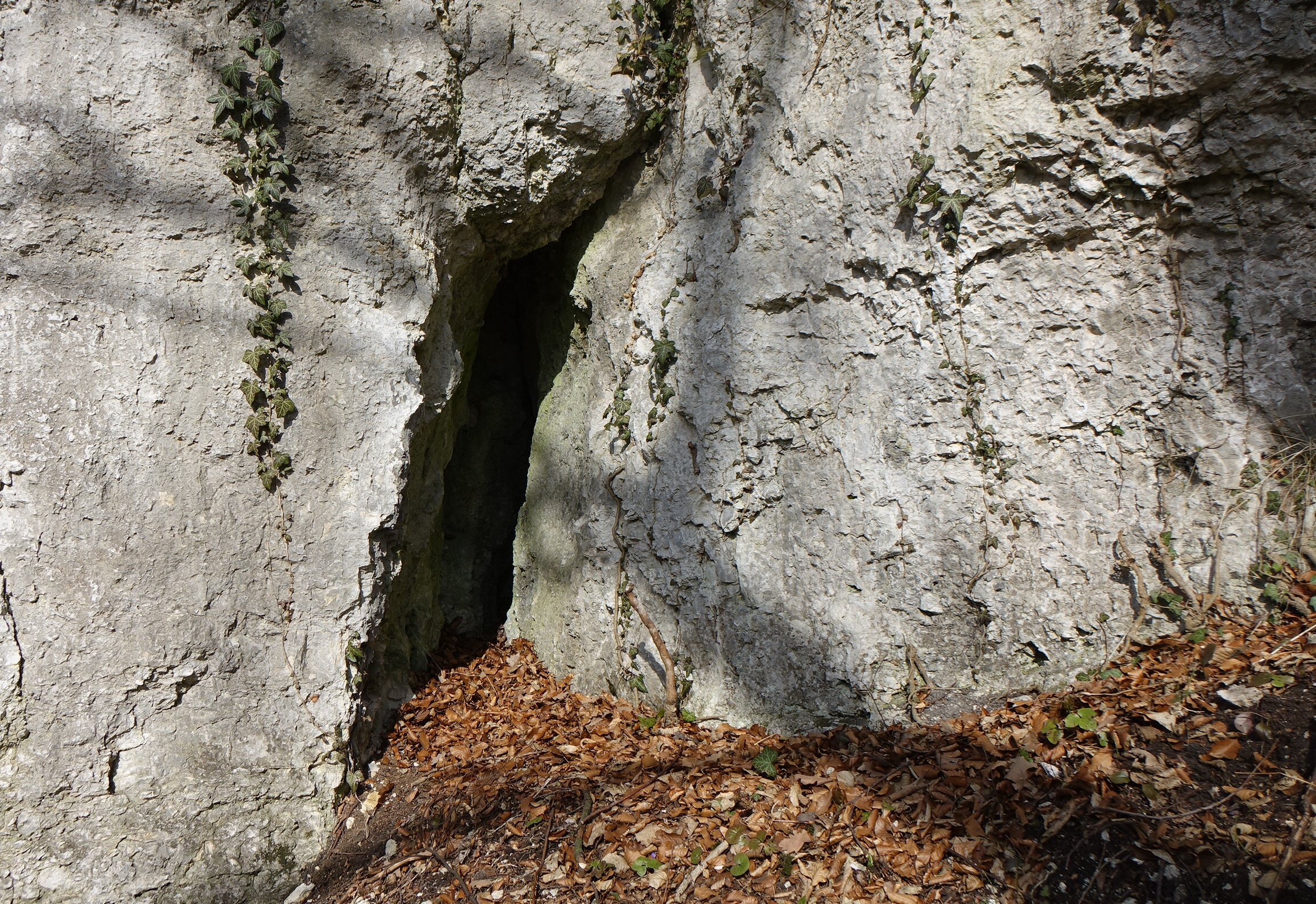
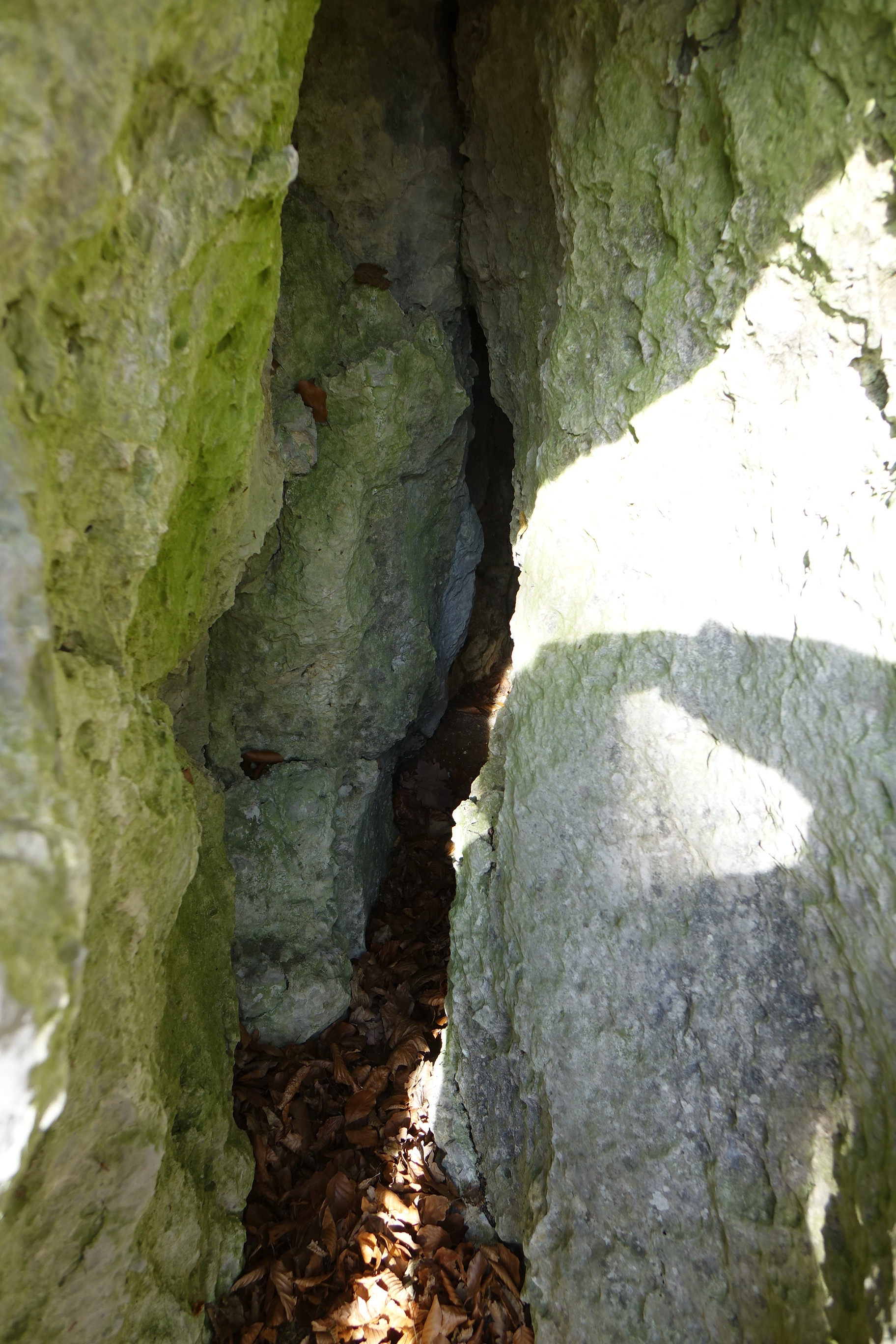